# Hanbunko
A Hanbunko (はんぶんこ, ’Két ember közötti egységes szétosztás’) a Bivattchee japán együttes második kislemeze, amely 2002. január 16-án jelent meg a független School Bus Records kiadó gondozásában. A korong nem került fel az Oricon eladási listájára.
A dalt a Stereopony tette szélesebb körben is ismertté, amikor 2010. február 17-én megjelent a feldolgozásuk a gr8! Records kiadó jóvoltából. A feldolgozás a 21. helyen mutatkozott be az Oriconon.

## Számlista
1. Hanbunko (はんぶんこ?, ’Két ember közötti egységes szétosztás’)
2. I’m Walkin’
3. Siroicuki (Live Version) (シロイツキ?)

## Stereopony feldolgozás
1. Hanbunko (はんぶんこ?, ’Két ember közötti egységes szétosztás’)
2. Cherry My...
3. Dreamin’
4. Hanbunko (Instrumental) (はんぶんこ?)

Limitált kiadás DVD (SRCL-7205)
1. Cukiakari no Micsisirube videóklip